# Arhitektura u 1878.
◄◄ | ◄ | 1875. | 1876. | 1877. | 1878.  | 1879. | 1880. | 1881. | ► | ►►
Arhitektura • Astronomija • Biologija • Film • Fotografija • Glazba • Kazalište • Kemija • Kiparstvo • Knjige • Književnost • Kršćanstvo • Meteorologija • Medicina • Planinarstvo • Politika • Pravo • Promet • Slikarstvo • Šport • Znanost • Željeznički promet
Arhitektura u 1878.

## Svijet

### Rođenja
- 29. kolovoza − Viktor Axmann (Vladoje Aksmanović), hrv. arhitekt i urbanist[1] († 1946.)

## Vanjske poveznice
|  | Zajednički poslužitelj ima još gradiva o temi Arhitektura u 1870-im |